# Koerilen
De Koerilen (Russisch: Курильские Острова; Koerilskie ostrova) zijn een eilandengroep die zich van het noordoosten van Hokkaido (Japan) tot Kamtsjatka uitstrekt en de Zee van Ochotsk van de noordelijke Stille Oceaan scheidt. De eilanden behoren tot de Russische oblast Sachalin, maar het eigendom wordt voor een gedeelte betwist door Japan dat territoriale aanspraken maakt.
De eilanden worden in het Japans de 千島列島 (Chishima rettō, "Archipel van Duizend Eilanden") of クリル列島 (Kuriru rettō, "Koerilenarchipel") genoemd. De naam stamt van het woord waarmee de Ainu zichzelf aanduiden: kur, dat "man" of "mens" betekent.

## Geschiedenis
Sinds het einde van de laatste ijstijd werden de eilanden bewoond door de Ainu, tot ze in de 18e eeuw door de Russen van de noordelijkste eilanden werden verdreven.

### Ontdekking

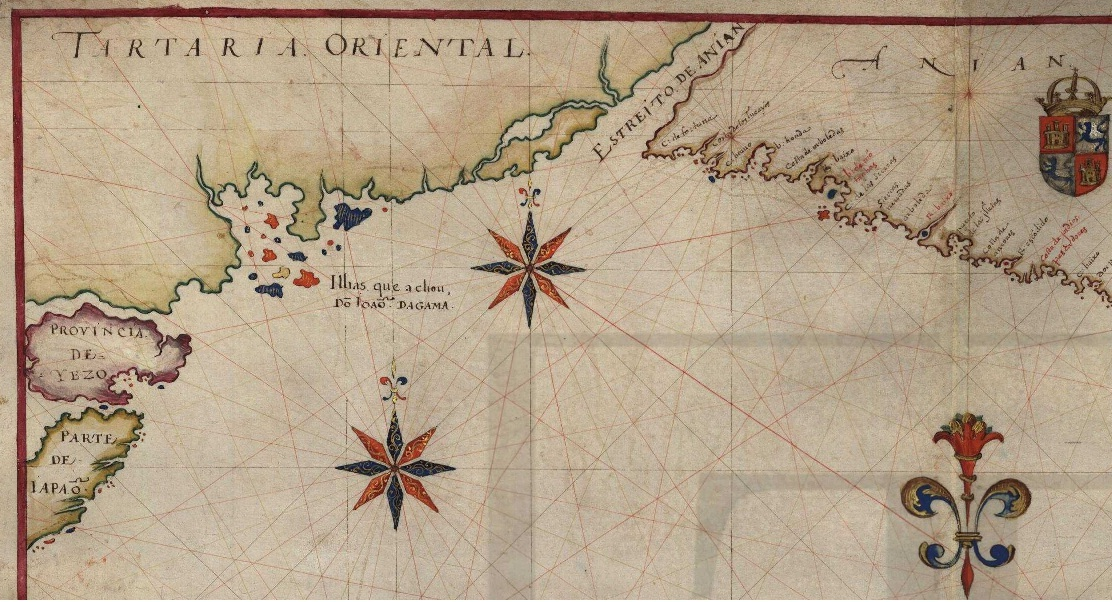
Kaart van João Teixeira Albernaz uit 1643. Ten noordoosten van Japan zijn eilanden aangegeven die Don Juan de Gama zou hebben gezien.

De eerste ontdekking van de eilanden is niet helemaal duidelijk. Japanse bronnen schrijven over Murakami Hironori die in 1635 in opdracht van de Matsumae-clan uit Hokkaido een eerste expeditie naar de eilanden ondernam en een aantal kaarten zou hebben gemaakt van een aantal van de eilanden. Sommige geografische namen van zijn kaarten komen overeen met bestaande namen, maar aangenomen wordt dat hij veel "van horen zeggen" had verkregen. De eerste Japanse landing op de eilanden was in 1754. Ongeveer in dezelfde tijd zetten ook de Russen er voet aan wal.
De eerste zekere expeditie werd verricht door de Nederlander Maarten Gerritszoon de Vries, die ook Sachalin bevoer, op zoek naar goud. Hij bracht in 1643 vanaf het fluitschip 'Castricum' de kustlijnen van de eilanden Koenasjir (dat hij voor een verlenging van Hokkaido aanzag), Itoeroep en Oeroep in kaart. De laatste twee eilanden noemde hij 'Stateneiland' ter ere van de Nederlandse Staten en 'Compagnieland' ter ere van de VOC, waarvoor hij de reis maakte. In 1589 voer de Portugese zeevaarder Don Juan de Gama er langs, waarna op kaarten een groep eilanden ten noordoosten van Japan als 'Gamaland' werden ingetekend. Pas ruim een eeuw later, in 1741, werd tijdens de Russische Tweede Kamtsjatka-expeditie onder leiding van de Deen Vitus Bering bewezen dat Gamaland niet bestond.
In Russische bronnen worden de Koerilen in 1646 voor het eerst genoemd, maar de eerste meer gedetailleerde informatie kwam in 1697 van de ontdekkingsreiziger Vladimir Atlasov. Die noemde destijds het zuidelijk deel van Kamtsjatka "Koerilenland", vanwege de aanwezigheid van de Koerilen (in die tijd de Russische benaming voor de Ainu) op het zuidelijk deel van Kamtsjatka. Atlasov sprak met Ainu, die hem vertelden over mensen die als vorsten leefden in stenen steden op de eilanden ten zuiden van hen. Atlasov gaf ook de naam aan het Koerilenmeer en de Koerilenrivier op het zuidelijk deel van Kamtsjatka.
In de achttiende en vroege negentiende eeuw werden de Koerilen verkend door Danila Antsiferov, Ivan Kozyrevski, Ivan Jevrejnov, Fjodor Loezjin, Martin Sjpanberg, Ivan Kroesenstern, en Vasili Golovnin.

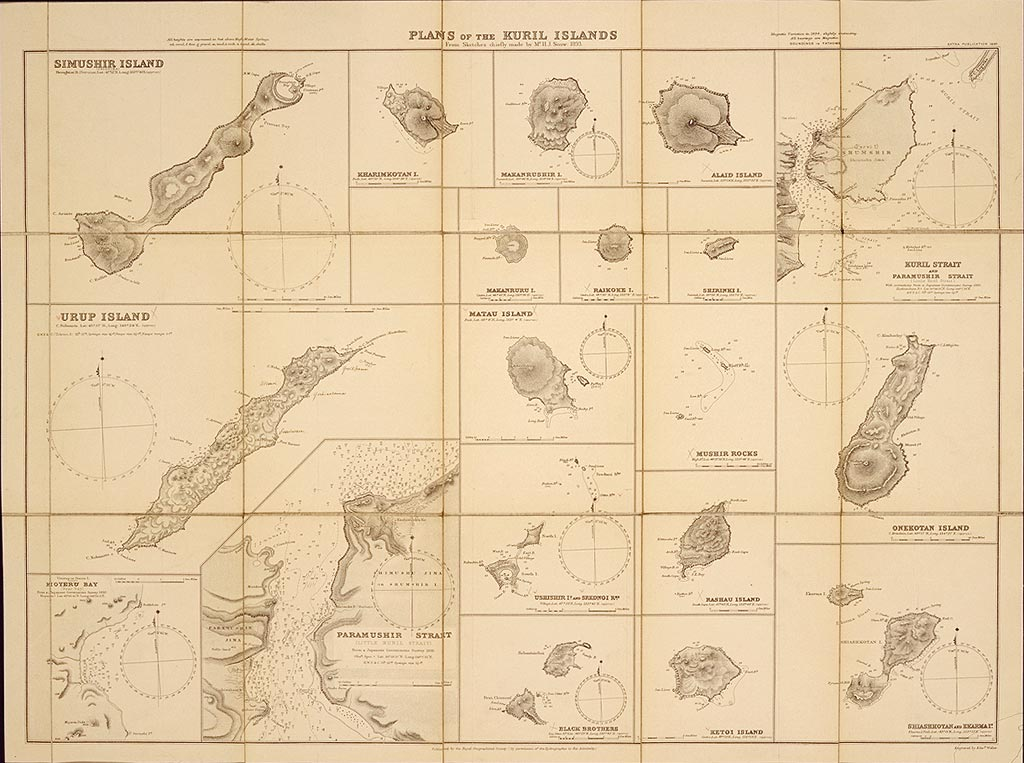
Kaart van de Koerileneilanden op basis van schetsen van H. J. Snow uit 1893 (RGS, 1897)

### Japanse en Russische bewoning
In 1855 werd het verdrag van Shimoda gesloten tussen het Russische Rijk en het Japanse Keizerrijk, waarbij de grens tussen beide rijken tussen de eilanden Oeroep (Japans Uruppu) en Etorofu (Russisch: Itoeroep) werd gelegd. Japan verkreeg de hele eilandengroep in 1875 bij het Verdrag van Sint-Petersburg. In ruil deed Japan afstand van Sachalin. Voor en tijdens de Tweede Wereldoorlog werden door Japan een groot aantal militaire constructies, zoals marinehavens, luchtmachtbasissen en kazernes gebouwd, waarbij gebruikgemaakt werd van duizenden Koreaanse en Chinese dwangarbeiders. Nadat tijdens Operatie Augustusstorm op 18 augustus 1945 ook de Koerilen werden aangevallen door de Sovjet-Unie, vielen de eilanden binnen een paar dagen in handen van het Rode Leger. Alleen op Sjoemsjoe werd een groot gevecht geleverd. Een paar dagen later werden de eilanden aan de Sovjet-Unie overgedragen, hetgeen geformaliseerd werd met het Verdrag van San Francisco (1951). Omdat dat verdrag wegens diverse redenen echter niet door de Sovjet-Unie werd ondertekend maakt Japan aanspraak op de zuidelijke Koerilen, wat een van de grondslagen vormt van het Koerilenconflict tussen Japan enerzijds en de Sovjet-Unie en haar opvolgstaat Rusland anderzijds.
De in 1945 gevangengenomen Japanse soldaten werden naar de goelag gestuurd; vooral de Sevvostlag. In 1949 werden de overgebleven soldaten in de goelag overgedragen aan Japan. De ruim 17.000 Japanners, Koreanen en Chinezen (en 300 inheemse Ainu) werden, voor zover ze al niet eerder gevlucht waren, in 1947 en 1948 verbannen naar Japan, waarbij ze slechts 20 kg van hun bezittingen mochten meenemen. In dat jaar werden ook alle namen veranderd naar Russische namen.
Alle Japanse gebouwen werden in opdracht van Stalin tegen de vlakte gegooid en vervangen door nieuwe woonbarakken met de belofte dat er spoedig stenen gebouwen zouden verschijnen. Vele migranten kwamen daarop in de jaren vijftig en zestig naar de eilanden, aangetrokken door de lonen die er twee tot drie maal zo hoog waren als op het Russische vasteland. De Koerilen verdwenen echter uit het politieke gezichtsveld, afgezien van een enkel grensincident, en de bewoners wonen tot op heden in de barakken.
Na het uiteenvallen van de Sovjet-Unie kwamen de inwoners van de Koerilen in de problemen. Als gevolg van de perestrojka was het afgelegen gebied sterk onrendabel geworden, omdat alles er moest worden geïmporteerd. In de jaren negentig stegen de prijzen van voedingsmiddelen, brandstof en andere goederen en er volgde een grote exodus van bewoners die het zich konden veroorloven. De industrie, veelal gericht op de visvangst, en infrastructuur verouderden snel en de levensomstandigheden verslechterden. In 2006, toen de economische situatie in Rusland weer wat was verbeterd, werd een groot federaal programma aangekondigd voor de modernisering van de eilanden tot 2015. Momenteel wordt er geïnvesteerd in de bedrijven, die inmiddels veelal geprivatiseerd zijn, infrastructuur (zoals luchthavens en wegen), gebouwen en veiligheid.

## Territoriale aanspraken

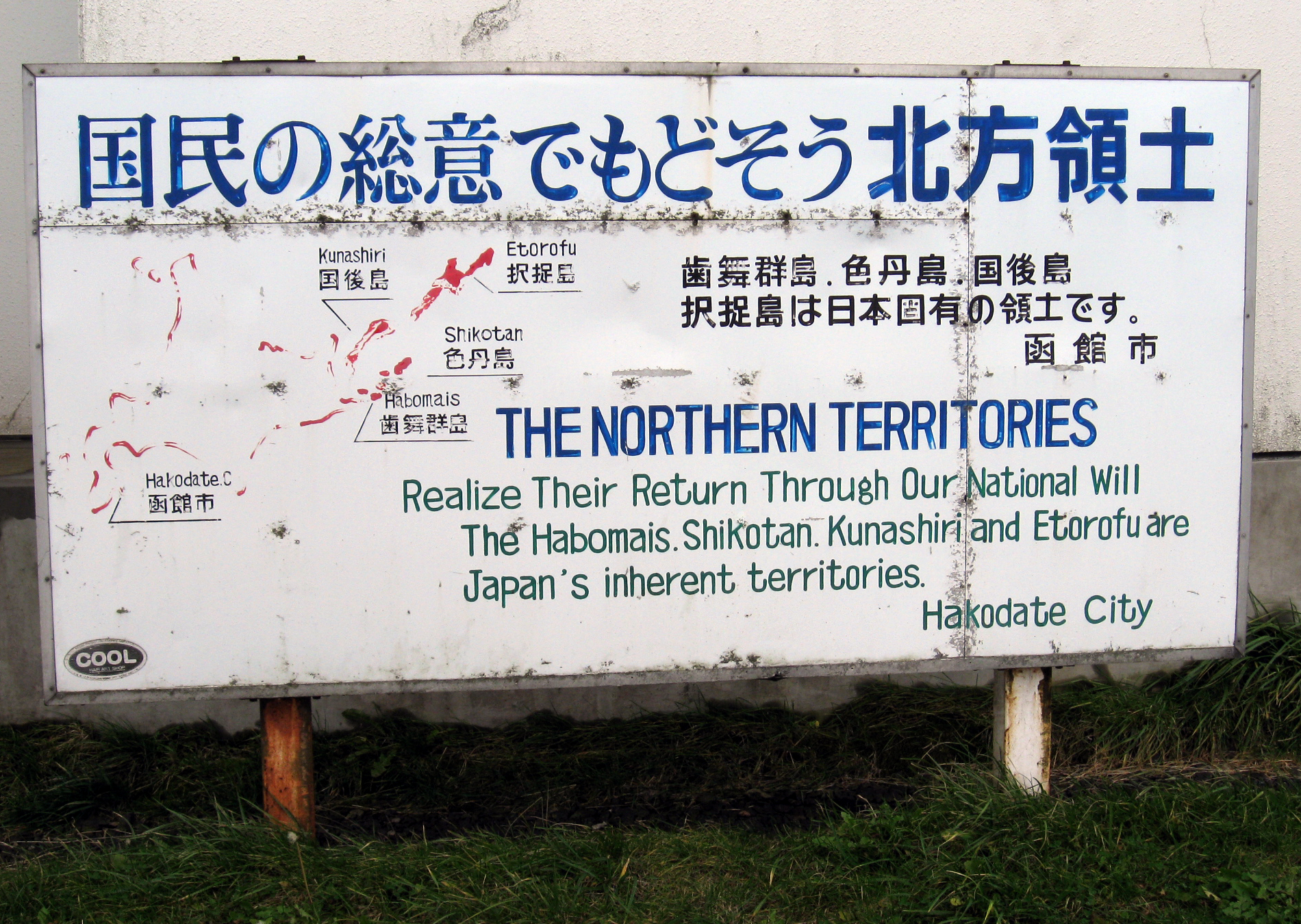
Een bord in Hakodate met betrekking tot het conflict over de Koerilen

In de jaren na de verovering in 1945 werd er onderhandeld over de toekomstige status van de eilanden. De Japanse regering beweert dat bij het Verdrag van San Francisco in 1951 Japan stelde dat de eilanden Kunashiri (Koenasjir), Etorofu (Itoeroep), Shikotan (Sjikotan) en de Chabomai-eilanden formeel gezien geen onderdeel vormden van de Koerilen en dus niet vielen onder de provisies van Artikel (2c) van het verdrag waarin de overdracht van de Koerilen stond beschreven. De timing van deze claim wordt betwist door de Russen en een aantal westerse historici.
In 1956 was er een overeenkomst bereikt over de teruggave van de Chabomai-archipel en Sjikotan, en werd er nog onderhandeld over Koenasjir en Itoeroep. Toen de Koude Oorlog echter uitbrak en Japan in 1960 een Veiligheidsverdrag tussen Japan en de Verenigde Staten sloot met de Verenigde Staten, werden de onderhandelingen met de Sovjet-Unie afgebroken; een status quo die in stand werd gehouden tot de val van de Sovjet-Unie in 1991. Een bezoek van Gorbatsjov aan Japan in 1991 heropende de betrekkingen. In de jaren negentig werd opnieuw onderhandeld over een eventuele overdracht, met steun van veel inwoners van de Koerilen; voornamelijk omdat zij zo snel mogelijk de eilanden wilden verlaten. Maar onder president Poetin keerde het tij. Een poging van de Russische regering in 2004 om Sjikotan en de Chabomai-archipel alsnog aan Japan te overhandigen liep spaak op tegenstand onder de Russische bevolking.
Japan eist de zuidelijkste vier (Koenasjir, Itoeroep, Sjikotan en de Chabomai-eilanden) nog steeds op, omdat de Sovjet-Unie het Verdrag van San Francisco destijds niet heeft ondertekend en Japan daarom alleen de eerdere verdragen als geldig beschouwt. In Japan worden deze eilanden de "Noordelijke territoria" genoemd. In Rusland worden de Chabomai-eilanden met Sjikotan ook wel de Kleine Koerilen genoemd, terwijl de overige eilanden Grote Koerilen worden genoemd.
Het territoriale geschil heeft zich vooral geuit in schermutselingen tussen de Russische grenswacht en Japanse vissersboten over waar zij mogen vissen. Verschillende vissersboten zijn sinds 1945 in beslag genomen en vissers tijdelijk vastgehouden. In 2006 werd een Japanse visser gedood door een Russische patrouilleboot, wat de verhoudingen weer heeft doen verslechteren.
Verschillende symbolen getuigen van het conflict. Na de Tweede Wereldoorlog werden in verschillende plaatsen monumenten voor de "bevrijding" van de Koerilen opgericht. In 2005 werd op het onbewoonde eiland Tanfiljeva vlak voor de Japanse kust een orthodoxe kerk gebouwd, nadat de Japanners een herinneringscentrum hadden gebouwd op Hokkaido, waar ook borden met verwijzingen naar de territoriale aanspraken staan. En in 2007 werd op hetzelfde eiland een groot orthodox heiligenbeeld geplaatst. In 1999 werd door de Japanse parlementariër Muneo Suzuki met geld van het Japanse ministerie van Buitenlandse Zaken in het geheim het Japans-Russisch huis van vriendschap geopend in Joezjno-Koerilsk, wat uitliep op een groot schandaal toen de Japanse media hier in 2002 achter kwamen.
In 2010 werden de Koerilen bezocht door Vladimir Poetin, destijds de premier van Rusland. Hij was het eerste staatshoofd van Rusland dat de eilanden bezocht. Poetins bezoek diende om de inwoners van de Koerilen gerust te stellen dat de eilanden nog steeds Russisch zijn. Dit bezoek werd door Japan afgekeurd.

## Geografie
De eilanden staan bekend om het feit dat het er zo mistig is, maar ze zijn rijk aan zeewier, vis en zeeotters. Op de eilanden bevinden zich meer dan 150 vulkanen. Alaid, gelegen op het meest noordelijke eiland Atlasov (Japanse naam Araido-to), is hiervan de hoogste met 2339 meter en is een bijna volmaakte vulkanische kegel die oprijst uit zee en die onderwerp is van haiku's en houtsnedes waarin de schoonheid wordt benadrukt, bijna net als bij de veel bekendere Fuji.

### Eilanden
De 56 eilanden zijn verspreid over een afstand van 1270 km.
| Eilanden van noord naar zuid (o.b.v. o.a. ) |                                                                                   |
| Russische naam | Japanse naam                                                                      |
| Noordelijke groep |                                                                                   |
| Atlasov of Alaid of Oejachoezjatsj Ispolinskaja-rots (ZW) Sosedka-rots (N) Svetsjka-rots (ZW) Vladimira (O) | Araido                                                                            |
| Sjoemsjoe Foetatsy-rots (ZO) Vladimira-rots (ZO) | Shumushu                                                                          |
| Paramoesjir Baklanji-rots (Z) Barjerny (Z) Bazarny (ZO) Chitraja-rots (ZO) Oeno-rots (N) Opasnaja-rots (O) | Paramushiro of Poromushiri                                                        |
| Ptitsji-eilanden (Bratja) - Bazarny - Baklani - Dve Gagary-eilanden |                                                                                   |
| Antsiferova | Shirinki                                                                          |
| Makanroesji | Makanrushiri of Makanru                                                           |
| Avos (rotsen) | Abosu                                                                             |
| Onekotan Kamen Jasnoj Pogody-rots (NO) | Onnekotan                                                                         |
| Tsjirinkotan Beljak-rots (Z) | Chirinkotan                                                                       |
| Charimkotan | Harumokotan                                                                       |
| Ekarma | Ekaruma                                                                           |
| Sjiasjkotan Basjmak-rots (NW) | Shashukotan                                                                       |
| Lovoesjki (rotsen) | Mushiru retsugan of Mushiri                                                       |
| Centrale groep |                                                                                   |
| Rajkoke | Raikoke                                                                           |
| Matoea Topokovy (O) | Matsuwa                                                                           |
| Rassjoea Artsj-rots (ZW) Karlik (Z) Temny (Z) | Rasuwa of Rashowa                                                                 |
| Oesjisjir-eilanden - Srednego-eilanden (de rotsen Boetton, Botsman, Chtitraja, Mitsjman, Srednego en Tsjernye) - Ryponkytsja - Jankitsja (inc. de rotsen Baboesjka en Kolpak) en 2 rotseilandjes in binnenbaai) | Ushishiri of Ushichi Suredonebo Ryponkicha Yankisha                               |
| Ketoj Odinokaja-rots (ZO) | Ketoe of Ketoi                                                                    |
| Simoesjir Revoetsji (O) | Shimushiro of Shinshiru                                                           |
| Zuidelijke groep |                                                                                   |
| Bro-oetona Boeroen-rots (NW) | Buroton                                                                           |
| Tsjornieje Bratja-eilanden - Tsjirpoj - Brat Tsjirpojev - Morskaja Vydra - Lev-rots (W) - Otsjelnik-rots (M) - Zabytaja-rots (NO) | Chirihoi, Chirinhoi, Burato-Chiripoi of Minami-jima Kita-jima                     |
| Oeroep Ani-rots (ZW) Blinetsy-eilanden (N) Chiva (ZO) Jersjik-rots (ZW) Koevsjin (NW) Krab (ZW) Ningio-rots (NO) Odinokaja-rots (NW) Oeminaja-rots (ZW) Ostrokonetsjnaja-rots (ZO) Paroes-rots (NW) Petoesjkova (NW) Revoen-rots (Z) Taira-eilanden (NO) Trojnik-rots (ZW) Tsjajka (N) | Uruppu                                                                            |
| Itoeroep Dva Brata-rots (ZO) Dyrjavaja-rots (Z) Kamen-Lev (NW) Kantsoerova-rots (NW) Moristy (NW) Pogatsjeva (ZO) Razbojnik-rots 1 (N) Razbojnik-rots 2 (O) Sjpil-rots (NW) Tsjetyrje Brata-rots (N) Tsjornye-rotsen (N) | Etorofu                                                                           |
| Koenasjir Blizky (NW) Rosjtsja-rots (Z) | Kunashiri                                                                         |
| Sjikotan Ajvazovskogo (Z) Dalny (ZO) Devjaty Val (Z) Griga (ZO) | Shikotan                                                                          |
| Chabomai-eilanden - Polonskogo (of Tarakoe) (met het rotseilandje Tsjaika) - Oskolki-eilanden (rotseilanden) - Kira - Pesjtsjernaja - Svetsja - Paroes - Lisji-eilanden - Sisjki-eilanden - Zeljony - Tanfiljeva (of Soeisio) - Joeri - Domina-eilanden (of Charoekaroe) - Signalny (rotseiland) - Rifovy (rotseiland) - Storozjeny (rotseiland) - Anoetsjina (of Akijoeri) - Oedivitelnaja (rotseiland) | Habomai Taraku Kaiba Kabutó Shibotsu Suisho-to Yuri Harukari Kaigaradzima Akiyuri |
| Grootste eilanden met Russische namen en grenzen van 1855 (Verdrag van Shimoda) en 1875 (Verdrag van Sint-Petersburg) |                                                                                   |

## Bestuurlijke indeling
De Koerilen zijn bestuurlijk onderverdeeld in drie districten (Russisch: rajons):
- Severo-Koerilski (Северо-Курильский; "Noord-Koerilen")
- Koerilski (Курильский; "Koerilen")
- Joezjno-Koerilski (Южно-Курильский; "Zuid-Koerilen")

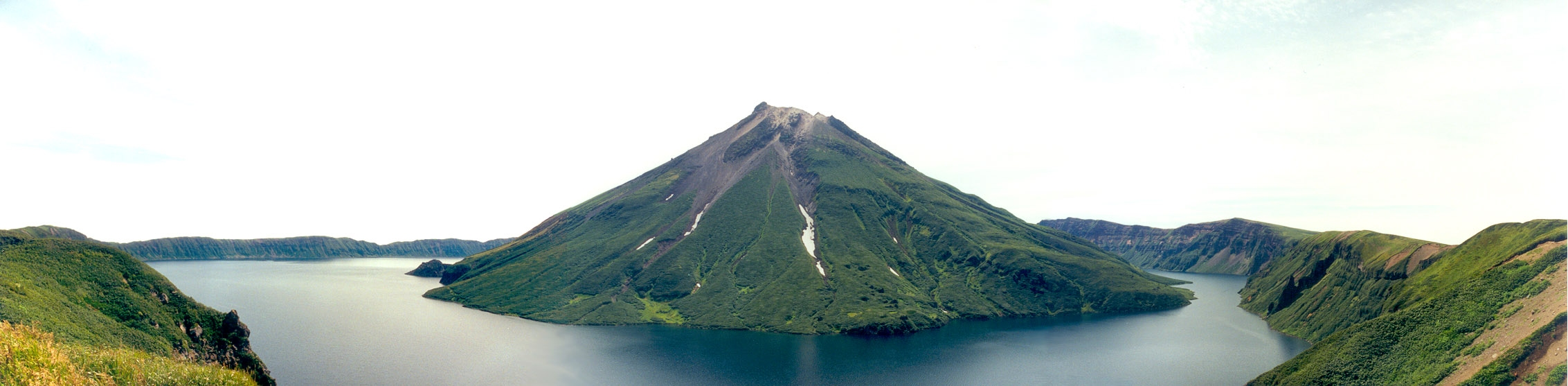
Vulkaan op Onekotan